# Аткьой (Гърция)
Вижте пояснителната страница за други значения на Аткьой.
Аткьой (на гръцки: Λύκειο) е село в Западна Тракия, Гърция. Селото е част от дем Марония-Шапчи.

## География
Селото е разположено на 28 километра източно от Гюмюрджина (Комотини).

## История
В 19 век Аткьой е село в Гюмурджинска кааза на Одринския вилает на Османската империя. Според статистиката на професор Любомир Милетич в 1912 година в селото живеят 35 български екзархийски семейства смесени с 30 семейства турци.

## Личности
Родени в Аткьой
- Митрю Кралев Митрев, български военен деец, подофицер, загинал през Втората световна война[2]